# Салинский язык
Салинский язык, англ. Salinan — вымерший язык индейцев племени салины, проживавшего на побережье центральной части штата Калифорния в США. Исчез со смертью последнего носителя в 1958 г.
В языке существовало как минимум два диалекта, антониано и мигеленьо, получившие имена по названию миссий святого Антония и архангела Михаила. Возможно, существовал третий диалект, плаяно.
Э. Сепир (1925) включал салинский язык, наряду с чумашскими и сери, в состав подсемьи гипотетической хокской семьи. Хотя данная классификация неоднократно цитируется в справочных изданиях, само существование хокской семьи до сих пор остаётся спорным.